# Sarax bispinosus
Espèce
Synonymes
- Phrynichosarax cochinensis bispinosus Nair, 1934
- Sarax cochinensis bispinosus (Nair, 1934)

Sarax bispinosus est une espèce d'amblypyges de la famille des Charinidae.

## Distribution
Cette espèce se rencontre en Inde au Tamil Nadu et au Sri Lanka.

## Description
La carapace du mâle décrit par Miranda, Giupponi, Prendini et Scharff en 2021 mesure 1,70 mm de long sur 2,30 mm.

## Systématique et taxinomie
Cette espèce a été décrite sous le protonyme Phrynichosarax cochinensis bispinosus par Nair en 1934. Elle suit son espèce dans le genre Sarax en 2000. Elle est élevée au rang d'espèce par Miranda, Giupponi, Prendini et Scharff en 2021.

## Publication originale
- Nair, 1934 : « On a new sub-species of Phrynichosarax cochinensis Gravely (Pedipalpi: Tarantulidae). » Records of the Indian Museum, vol. 36, p. 475–476 (texte intégral).